# Lannux
Lannux település Franciaországban, Gers megyében. Lakosainak száma 220 fő (2022. január 1.). Lannux Aire-sur-l’Adour, Aurensan, Bernède, Corneillan, Labarthète, Projan és Ségos községekkel határos.

## Népesség
A település népességének változása:
| Lakosok száma | 206  | 202  | 200  | 208  | 236  | 244  | 245  | 234  | 229  | 220  |
|               | 1968 | 1982 | 1990 | 2006 | 2013 | 2015 | 2017 | 2019 | 2020 | 2022 |